# Trybunały w Polsce
Trybunały w Polsce – organy władzy sądowniczej w Polsce. Obecnie w Polsce funkcjonują dwa trybunały, które są częścią władzy sądowniczej, pozostając jednocześnie poza strukturą wymiaru sprawiedliwości.

## Historia
W dziejach państwa polskiego istniały następujące instytucje określone mianem trybunałów:
- Rzeczpospolita Obojga Narodów
  - Trybunał Główny Koronny – najwyższy sąd apelacyjny Korony Królestwa Polskiego;
  - Trybunał Główny Wielkiego Księstwa Litewskiego – najwyższy sąd apelacyjny dla Wielkiego Księstwa Litewskiego;
  - Trybunał Skarbowy Koronny – sąd skarbowy Rzeczypospolitej (dla Korony);
  - Trybunał Skarbowy Wielkiego Księstwa Litewskiego (Trybunał Skarbowy Wielkiego Księstwa Litewskiego)
- II Rzeczpospolita
  - Trybunał Obrony Państwa – specjalny trybunał powołany w okresie wojny polsko-rosyjskiej 1919–1920, dla sądzenia osób cywilnych i wojskowych za czyny, na froncie i poza nim, powodujące niebezpieczeństwo i szkody dla obrony państwa;
  - Trybunał Kompetencyjny – sąd szczególny, rozstrzygający spory o właściwość między sądami a organami administracyjnymi;
  - Najwyższy Trybunał Administracyjny – naczelny organ sądownictwa administracyjnego;
  - Trybunał Stanu – instytucja odpowiedzialności konstytucyjnej;
- Polska Ludowa
  - Najwyższy Trybunał Narodowy – sąd szczególny funkcjonujący w latach 1946–1948 orzekający w sprawach faszystowsko-hitlerowskich zbrodniarzy oraz zdrajców Narodu Polskiego;
  - Trybunał Konstytucyjny – organ sądownictwa konstytucyjnego ustanowiony w 1982;
  - Trybunał Stanu – instytucja odpowiedzialności konstytucyjnej ustanowiona w 1982;
- III Rzeczpospolita
  - Trybunał Konstytucyjny – współczesny organ sądownictwa konstytucyjnego. Jego obecna pozycja uregulowana jest Konstytucją z 1997[1] oraz Ustawą z dnia 30 listopada 2016 r. o statusie sędziów Trybunału Konstytucyjnego, a także Ustawą z dnia 30 listopada 2016 r. o organizacji i trybie postępowania przed Trybunałem Konstytucyjnym;
  - Trybunał Stanu – współczesna instytucja odpowiedzialności konstytucyjnej. Funkcjonuje na podstawie Konstytucji oraz Ustawy z dnia 26 marca 1982 r. o Trybunale Stanu[2].